# Det indre marked (dokumentarfilm)
Det indre marked er en dansk dokumentarfilm fra 1989 instrueret af Steen Møller Rasmussen.

## Handling
Børn af forskellig etnisk baggrund, bosiddende i Høje Gladsaxe, bliver bedt om at gentage sætninger på engelsk.